# 亚急性硬化性全脑炎
亞急性硬化性全腦炎（英語：Subacute sclerosing panencephalitis, SSPE) 是一種感染麻疹病毒後的腦炎併發症，是一種會致命、漸進性，造成中樞神經廣泛去髓鞘的慢性中樞神經退化性疾病，通常在感染麻疹病毒後7到10年發生。

## 流行病學
- 1960～1974年間，每百萬被麻疹病毒感染的人中有8.5個人會有SSPE風險；在 1970 到 1980 年間，因爲廣泛接受疫苗接種，SSPE風險降低到百萬被麻疹病毒感染的人中0.06人。[1]
- 在1989到1991年間，美國的麻疹病毒感染興起，SSPE風險增為 200/百萬人。[2]
- 以下是各國發生率的資料：（單位：個案數/百萬人）
  - 印度 21[3]
  - 日本 11[3]
  - 加拿大 0.06[4]
  - 美國 0.01[5]
- SSPE好發於 20 歲以前，通常是感染麻疹病毒後 7 到 10 年發生。[2]
- SSPE的風險因子包括「麻疹發病年齡小」、「居住在鄉村地區」、「貧窮環境」，以及有先天性免疫缺乏症的患者，或是兒子的母親有先天性免疫缺乏症等等。[6]
  - 小時感染麻疹病毒是 SSPE 的風險因子之一，大約有一半數量的SSPE患者都在兩歲之前就感染麻疹病毒。
  - 因為小孩免疫系統尚不成熟，接觸麻疹病毒的年齡越早（不包括麻疹疫苗），發展為SSPE的可能性就越大。
- 有接受麻疹疫苗的人，其得到SSPE的風險比沒有接受疫苗者高。
  - 雖然接受麻疹疫苗，也可以說是接受了麻疹病毒，但不致造成SSPE，所以接受麻疹疫苗非SSPE的致病風險。[6]

## 致病機制[6]
- 在正常的免疫系統中，感染麻疹病毒後，麻疹病毒會促發細胞介導免疫，包括活化T-helper 1細胞（Th1）、釋放干擾素-ɑ（INF-ɑ）和 IL-2，以從被感染細胞中清除病毒。[7]

1. 在病人表現出紅疹後，免疫系統會對麻疹病毒有記憶，以抵抗下一次感染。[7][8]

- 因此，如果細胞介導免疫反應不全，便無法有效清除被感染細胞，寄留在體內。
- 接著，麻疹病毒會利用CD46和protein F等蛋白質進入神經系統。
  - CD9可能也扮演重要角色，使得可以 SSPE 患者的CSF裡檢驗到高濃度抗CD9抗體。
- 一旦麻疹病毒進入細胞內，病毒會改變細胞蛋白質避免被免疫系統辨識出，以及在細胞內繁殖時又不至於讓細胞變化太多，避免破壞宿主神經元。
- 在臨床表現上變明顯之前，麻疹病毒可以在細胞中保持休眠數年，但最中病毒會引發針對被感染細胞的發炎反應，導致廣泛的中樞神經系統受損。

## 分期
- 第一期：人格變化、嗜睡、學習困難和行為異常，可能持續數週到數年。
- 第二期：肌躍症（myoclonus，每五到十秒發生一次）、失智惡化、長距離運動與感覺疾病，這階段通常持續3～12個月。
- 第三期：肌肉鬆弛（Flaccidity）、皮質僵硬（Decorticate rigidity ）、肌躍症消失以及自主神經功能紊亂的症狀和徵兆。
- 第四期：持續性植物狀態（Persistent vegetative state），俗稱植物人，通常死亡會發生在這階段（但死亡在每一階段都可能會發生[9]）。
- 每人病人的進展速度不同，有些人很快就從一期到下一期，有些人則停留在某一期一段時間。[10]）
- 癲癇在每一階段都可能發生。

## 診斷

### CSF和血清檢驗
- CSF 中可見細胞增多、免疫球蛋白濃度提高、葡萄糖正常、總蛋白質提高或正常。[6]
- 抗麻疹病毒IgG力價 1:40 到 1:1280；該IgG在CSF和血漿存在比率為5：1到40：1。[6]

### EEG
- 65～83%的SSPE患者可在腦波圖上看到週期性的複合波，通常發生在睡眠時期。[6]
- 在第二期，腦波圖會顯示突發高電壓（300～500 微伏特），頻率 2～3 秒的delta波和尖波組成的復合物，此復合波每 3～20 秒出現一次，每次持續 0.5～3 秒，每個複合波之後會伴隨相對較平坦的波形。

### MRI
- 可用於觀察病程進展，有時可以減少使用腦活檢。[6]
- 通常MRI檢查結果會跟臨床表現不同。[6]
- 疾病早期，MRI攝影結果可能正常，或可以在大腦後面皮質和皮質下可見明顯對稱病變。

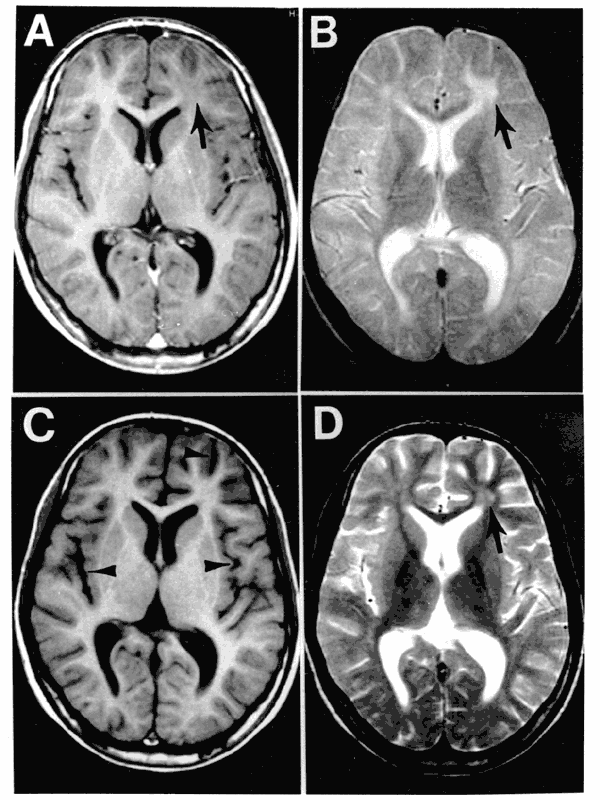
SSPE患者的腦部MRI圖。圖AB是病人剛到診所時拍攝的，圖CD是三個月後病人回診拍攝。圖AC是T1-weighted images，圖BD是T2-weighted images。一開始（圖AB）顯示病人在左腦額葉皮層下局部異常（見圖 B 黑箭頭所指處）；三個月後，可見左腦額葉皮層下局部異常之處變得不明顯（圖 D 箭頭之處），但可見瀰漫性皮質萎縮，明顯可見腦室腫大和腦迴增大（圖 C 箭頭指之處）

- - 右圖說明中的T1-weighted和T2-weighted，詳細說明需物理基礎，臨床上，T1大多是看解剖構造，T2會把異常訊號放大，那異常之處顯得清楚可見，因此常看「病理」。可以發現圖AC都是T1，顏色差異不大，BD都是T2，顏色分明，容易看到異常之處。

### 其他
- 頭部CT掃描可見萎縮和疤痕
- F-fluorodeoxyglucose（氟-18去氧葡萄糖）正子攝影和核磁頻譜可見大腦功能異常，可作為 SSPE 早期診斷和評估 SSPE 早期對特定大腦功能造成的影響。

| 主要標準                   | 次要標準                                                                  |
| -------------------------- | ------------------------------------------------------------------------- |
| CSF 內抗麻疹病毒抗體濃度高 | EEG 特徵（見內文）CSF 內 IgG 濃度提高腦活檢分子診測測試以查看病毒變異基因 |

## 鑑別診斷[6]
- 快速發展的失智症
- 肌躍症（myoclonus）
- 癲癇
- 急性瀰漫性腦脊髓炎（Acute disseminated encephalomyelitis, ADEM）
- 急性病毒性腦炎
- 腫瘤
- 多發性硬化症
- 代謝性白質疾病
- 慢性Rasmussen腦炎
- Unverricht–Lundborg disease
- Lafora disease
- 青少年型神經元蠟樣脂褐質沈積病（Juvenile ceroid lipofuscinosis, JNCL）
- myoclonic epilepsy with red ragged fibres
- 神經氨酸酶缺乏症

## 治療[6]
- 沒有有效治療方法
- 若病人還在第一期，可以使用isoprinosine （页面存档备份，存于）或是腦室內給予Interferon-ɑ，但藥物的療效在每個病人上不一樣
  - 每週腦室內給予Interferon-ɑ
  - 每日口服Isoprinosine
  - 以上兩藥可以組合一起使用
- 支持性療法

## 外部連結
- 23-273l. at Merck Manual of Diagnosis and Therapy Home Edition
- 美國國家神經疾病及中風研究院上有關subacute_panencephalitis的資料
- PubMed Health: Subacute sclerosing panencephalitis（页面存档备份，存于）
- synd/1889 - Who Named It?